# Dambach-la-Ville
Dambach-la-Ville är en kommun i departementet Bas-Rhin i regionen Grand Est (tidigare regionen Alsace) i nordöstra Frankrike. Kommunen ligger i kantonen Barr som tillhör arrondissementet Sélestat-Erstein. År 2022 hade Dambach-la-Ville 2 186 invånare.

## Befolkningsutveckling
Antalet invånare i kommunen Dambach-la-Ville
| Referens: INSEE |